# Alberto Aldo Valentini
Alberto Aldo Valentini González (Valparaíso, 25 novembre 1938 – Santiago del Cile, 25 ottobre 2009) è stato un calciatore cileno, di ruolo difensore.

## Carriera
Con la Nazionale cilena prese parte ai Mondiali 1966.